# Tina Mandrup
Tina Mandrup (født 14. september 1968) er en dansk lokalpolitiker og nuværende borgmester i Lejre Kommune, valgt for Venstre.
Ved Kommunalvalget i 2021 var Mandrup spidskandidat for Venstre, og det lykkedes hende at overtage borgmesterposten fra Carsten Rasmussen.